# Данаблю
Данаблю (дан. Danablu) — вид блакитного сиру з пліснявою, що виготовляється в Данії. Міжнародна назва — Danish Blue. Схожий з Рокфором, але виготовляється з коров'ячого молока.

## Історія
Виробництво сиру Данаблю започаткував Маріус Боель у 1915 році на данському острові Фюн. На той момент в Данії виготовлялось вже чимало різновидів блакитних сирів, і рецепт нового продукту ретельно обмірковувся понад десять років. Тільки в кінці 30-х років була розроблена остаточна рецептура виробництва Данаблю — визначено склад, жирність молока, спосіб введення в сирні головки благородної плісняви.
У 1992 році Данаблю був зареєстрований Європейським Союзом як сир із захищеним географічним походженням, що підтверджено присвоєнням знаку «PGI» (Protected Geographical Indication). Це означає, що сир роблять лише в Данії і що він законодавчо захищений від виробництва в інших країнах.

## Виробництво
Технологія виготовлення данського блакитного сиру досить складна, оскільки для правильного росту плісняви в сирі необхідно велику кількість кисню, для цього сталевими спицями в сирі створюють порожнини, які і сприяють росту плісняви. Плісняву Penicillium roqueforti вводять у сирну головку ін'єкціями після чого вона проростає від центру до поверхні. Проходить близько двох місяців перш ніж пліснява з'являється на поверхні головки. Після цього сир відправляється у продаж, попередньо помитим і підсушеним.

## Характеристика
До складу Данаблю входять тільки натуральні продукти: коров'яче молоко, пліснява Penicillium roqueforti, сіль, молочнокисла закваска та сичужний фермент.
На смак Данаблю гострий, насичений і солоний. Велика кількість солі та культура благородної плісняви надає сиру яскраво виражений аромат. Через це, смак сиру ніжний і водночас терпкий. Вага головки сиру становить 2-3 кг, за формою найчастіше круглий, рідше цеглинкою.
Сирна маса Данаблю пастоподібна, сніжно біла з синювато-чорними вкрапленнями плісняви. Плісняві прожилки нагадують мармурову поверхню, тому цей сир прозвали мармуровим (marmora). Шкуринка жовтуватого або білого кольору, яку також можна вживати.

Данаблю — дуже популярна закуска до пива, його їдять з темним хлібом або ж з фруктами та горіхами. Популярне поєднання Данаблю з медом, виноградом і мигдалем.